# Ебро (Флорида)
Ебро (англ. Ebro) — місто (англ. town) в США, в окрузі Вашингтон штату Флорида. Населення — 237 осіб (2020).

## Географія
Ебро розташоване за координатами 30°26′15″ пн. ш. 85°52′56″ зх. д. / 30.43750° пн. ш. 85.88222° зх. д. (30.437421, -85.882287).  За даними Бюро перепису населення США в 2010 році місто мало площу 13,13 км², з яких 12,86 км² — суходіл та 0,28 км² — водойми.

## Демографія
Згідно з переписом 2010 року, у місті мешкало 270 осіб у 105 домогосподарствах у складі 73 родин. Густота населення становила 21 особа/км².  Було 127 помешкань (10/км²).
Расовий склад населення:
| - 84,1 % — білих - 5,6 % — корінних американців - 1,1 % — чорних або афроамериканців - 0,4 % — азіатів |

До двох чи більше рас належало 8,9 %. Частка іспаномовних становила 2,6 % від усіх жителів.
За віковим діапазоном населення розподілялося таким чином: 22,2 % — особи молодші 18 років, 65,6 % — особи у віці 18—64 років, 12,2 % — особи у віці 65 років та старші. Медіана віку мешканця становила 39,7 року. На 100 осіб жіночої статі у місті припадало 107,7 чоловіків;  на 100 жінок у віці від 18 років та старших — 107,9 чоловіків також старших 18 років.
Середній дохід на одне домашнє господарство  становив 37 763 долари США (медіана — 38 750), а середній дохід на одну сім'ю — 40 704 долари (медіана — 43 125). За межею бідності перебувало 30,1 % осіб, у тому числі 53,0 % дітей у віці до 18 років та 11,6 % осіб у віці 65 років та старших.
Цивільне працевлаштоване населення становило 135 осіб. Основні галузі зайнятості: мистецтво, розваги та відпочинок — 37,8 %, науковці, спеціалісти, менеджери — 17,8 %, будівництво — 12,6 %, освіта, охорона здоров'я та соціальна допомога — 7,4 %.